# Chaimite

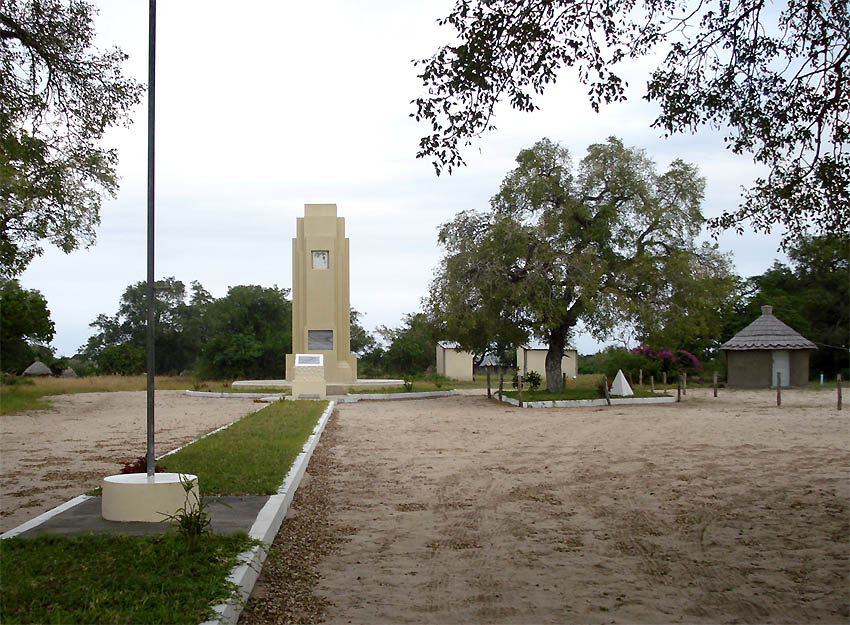
Monumento a Ngungunhane

Chaimite é uma povoação do distrito de Chibuto, Província de Gaza, Moçambique, sede do posto administrativo do mesmo nome. A povoação situa-se a 29 m de altitude.
Historicamente Chaimite era a aldeia sagrada do povo nguni, sita no antigo Império de Gaza onde, a 28 de Dezembro de 1895, foi aprisionado o imperador Gungunhana, o último monarca daquela entidade política.